# Manx Trophy
Le Manx Trophy, appelé aussi le Manx International Road Race, est une course cycliste tenue annuellement sur l'Ile de Man. Dans les années 1960, la course attirait les plus grands noms du cyclisme comme Fausto Coppi, André Darrigade, Jacques Anquetil et Eddy Merckx.

## Palmarès
| Année     | Vainqueur            | Deuxième              | Troisième              |
| --------- | -------------------- | --------------------- | ---------------------- |
| 1936      | Charles Holland      | Bill Messer           | Jackie Bone            |
| 1937      | Jack Fancourt        | Jackie Bone           | Donald Morrison        |
| 1938      | Pierre Chazaud       | Ray Jones             | J.R. Watson            |
| 1939      | Bill Messer          | Geoff Poole           | Donald Morrison        |
| 1940-1945 | pas de course        | pas de course         | pas de course          |
| 1946      | Jean Baldassari      | Charles Coste         | Dennis Moreton         |
| 1947      | Jean Baldassari      | Geoff Poole           | Marcel De Mulder       |
| 1948      | Alan W Barnes        | Bert Butler           | Georges Van Brabant    |
| 1949      | Desmond Robinson     | Alfred Newman         | Robert John Maitland   |
| 1950      | Francois Piret       | Richard Bowes         | Desmond Robinson       |
| 1951      | Richard Bowes        | Leslie Wilmott        | Graham Vines           |
| 1952      | André Papillon       | Claude Rouer          | Robert John Maitland   |
| 1953      | Leslie Wilmott       | Bill King             | Arthur Ilsley          |
| 1954      | Ray Booty            | Norbert Verougstraete | Harry Hardcastle       |
| 1955      | René Abadie          | Aimé Van Avermaet     | Harry Hardcastle       |
| 1956      | Ercole Baldini       | Alan Bladon           | Ray Booty              |
| 1957      | Camille Le Menn      | Oswald Declercq       | Stan Brittain          |
| 1958      | Henri De Wolf        | William Bradley       | Jan Hugens             |
| 1959      | Seamus Elliott       | Jo de Haan            | Brian Robinson         |
| 1960      | André Darrigade      | Henri Anglade         | Stéphane Lach          |
| 1961      | Jo de Roo            | André Darrigade       | Simon Le Borgne        |
| 1962      | Rudi Altig           | Piet Damen            | Alan Ramsbottom        |
| 1963      | Tom Simpson          | Manuel Manzano        | Huub Zilverberg        |
| 1964      | Seamus Elliott       | Rudi Altig            | Barry Hoban            |
| 1965      | Jacques Anquetil     | Eddy Merckx           | Christian Raymond      |
| 1966      | Wim Schepers         | Richard Goodman       | Peter Gordon           |
| 1967      | Tom Simpson          | Lucien Aimar          | Michael Wright         |
| 1968      | Arthur Metcalfe      | Colin Lewis           | Bob Addy               |
| 1969      | Jan Harings          | Wes Mason             | Reg Smith              |
| 1970      | Barry Hoban          | Lucien Van Impe       | Colin Lewis            |
| 1971      | Bernard Bourreau     | Doug Dailey           | John Clewarth          |
| 1972      | Kevin Apter          | Phil Bayton           | Georges Talbourdet     |
| 1973      | Ernst Nyffeler       | Nidi den Hertog       | Dave Vose              |
| 1974      | Bill Nickson         | Vern Hanaray          | Sandy Gilchrist        |
| 1975      | Bill Nickson         | John Clewarth         | Ritchie Gregson        |
| 1976      | Paul Sherwen         | Paul Carbutt          | Dino Bertolo           |
| 1977      | Phil Thomas          | Pascal Simon          | Dave Cuming            |
| 1978      | Steve Lawrence       | Robert Millar         | Des Fretwell           |
| 1979      | Steve Joughin (en)   | Marc Van Geel         | Steve Lawrence         |
| 1980      | John Herety          | Freddy De Feyter      | Pascal Guyot           |
| 1981      | Joseph Waugh         | Mark Bell             | John Cavanagh          |
| 1982      | Joe Waugh            | Steve Joughin         | Denis Roux             |
| 1983      | Hans Reis            | Paul Kimmage          | Joey McLoughlin        |
| 1984      | Mark Walsham         | Chris Whorton         | Deno Davie             |
| 1985      | Paul Curran (en)     | Stephen Porter        | Stephen Farrell        |
| 1986      | Brian Fowler         | Wilfried Peeters      | Paul Curran (en)       |
| 1987      | Darryl Webster (en)  | Paul Curran (en)      | Stuart Coles           |
| 1988      | Paul Curran (en)     | Ben Luckwell          | Brian Smith            |
| 1989      | Wayne Randle         | Christophe Mengin     | Matthew Stephens       |
| 1990      | Tim Hall             | Christophe Mengin     | Stephen Farrell        |
| 1991      | Christophe Mengin    | Simeon Hempsall (en)  | Andrei Dolgnikh        |
| 1992      | David Hourigan       | Andrew Roche          | Ian Gilkes             |
| 1993      | Brian Smith          | Mark Walsham          | Malcolm Elliott        |
| 1994      | Simeon Hempsall (en) | David Mann            | Rob Holden             |
| 1995      | Robert Millar        | Chris Walker          | Pierre Painaud         |
| 1996      | David McCann         | Robbie McEwen         | Alexandre Vinokourov   |
| 1997      | Christophe Morel     | Julian Winn           | Brian Smith            |
| 1998      | John Tanner (en)     | Chris Newton          | Matthew Stephens       |
| 1999      | David Millar         | Huw Pritchard         | Matthew Stephens       |
| 2000      | Julian Winn          | David McCann          | Anthony Malarczyk (en) |
| 2001      | Matthew Stephens     | Franck Laurance       | Tommy Evans (en)       |
| 2002      | David McCann         | John Tanner (en)      | Tommy Evans (en)       |
| 2003      | Mark Lovatt (en)     | John Gadret           | David McCann           |
| 2016      | Ian Bibby            | Erick Rowsell         | Ben Swift              |